# Jiangxi Nanchang Greenland Central Plaza
El Jiangxi Nanchang Greenland Central Plaza es un complejo formado por dos rascacielos gemelos -1 y 2- ubicados en la ciudad china de Nanchang. La construcción de los edificios comenzó oficialmente en 2011. En 2014 se terminó la estructura de los edificios y las fachadas fueron terminadas en 2015. Con una altura de 303 metros son los rascacielos más altos de la ciudad.